# يانتين عامو
كان يانتين عامو حاكمًا محليًا لبلدة بلاد الشام جبيل في العصر البرونزي الوسيط، حوالي القرن الثامن عشر قبل الميلاد. وهو معروف من النص المسماري الموجود في مدينة ماري السورية. ربما يكون الحاكم المعروف من هذا النص متطابقًا مع حاكم من جبيل يظهر في عدة نصوص موجودة في جبيل، مكتوبة بالهيروغليفية المصرية وتشير إلى حاكم جبيل، يانتين (وجد أيضًا يانتينو مكتوبًا في الأدب).
تم تصوير يانتين على نقش بارز - معروض الآن في متحف بيروت الوطني - أثناء جلوسه أمام خرطوش الملك المصري نفر حتب الأول (الأسرة المصرية الثالثة عشر)؛ يشير هذا الموقف إلى أن كلا الحاكمين كانا معاصرين، مع كون يانتين رسميًا على الأقل تابعًا لنفر حتب. يقال على النصب أن يانتين "ولد من قبل الحاكم ياكين"، مما يعني أنه كان نجل هذا الحاكم السابق. من المحتمل أن يكون الأخير هو نفس الشخص المذكور باسم ياكين ايلو على ختم أسطواني من اللازورد ينتمي إلى أحد أسلاف نفر حتب، الملك المصري سع حتب رع.
علاوة على ذلك، يُعرف يانتين من العديد من أختام الجعران بأسلوب مصري بالكامل. النصوص المسمارية من ماري هي في الغالب مؤرخة في عهد الملك زميري ليم، الذي كان معاصرا للملك البابلي حمورابي.